# Луций Стай Мурк
Луций Стай Мурк (на латински: Lucius Staius Murcus; * 85 пр.н.е.; † 40 или 39 пр.н.е. в Сиракуза) е римски политик и адмирал по времето на Римските граждански войни. Вероятно произлиза от марсите.

## Кариера
В началото на 48 пр.н.е. Стай Мурк е легат на Гай Юлий Цезар заедно с Марк Ацилий Канин през Гражданската война и се бие при пристанището Орикум в Илирия против Помпей Велики. Цезар се намира по това време в Епир. Помпеянските морски командири Марк Калпурний Бибул и Луций Скрибоний Либон, които са откъснали чрез морска блокада Цезар от Италия, a самите те нямат провизии, предават на двамата командири желанието им за прекратяване на битките, а те информират писмено Цезар.
През 46 пр.н.е. Стай Мурк е с Цезар в Африка и участва в битките с Помпеянците. Става претор през 45 пр.н.е. През 44 пр.н.е. Цезар го прави управител на Сирия. След убийството на Гай Юлий Цезар на 15 март същата година, той се присъединява към групата на убийците му. Той отива с три легиона в Сирия и се бие безуспешно против въстаналия римски конник Квинт Цецилий Бас. В началото на 43 пр.н.е. той се подчинява и предава легионите си на пристигналия в Сирия Цезарски убиец Гай Касий Лонгин. При него той става флотен префект. Има победа в Лаодикея против водача на Цезарианците на Изток, суфектконсула Публий Корнелий Долабела, който иска да вземе от Лонгин провинция Сирия и се самоубива през юли 43 пр.н.е.
През средата на 42 пр.н.е. Стай Мурк получава 60 кораба и един легион елитни войници и заема позиция до южната част на Пелопонес, за да се бие с флотилията на Клеопатра VII, но тя претърпява катастрофа и се връща болна обратно в Египет, a Стай Мурк заминава за Бриндизиум. Заедно с Гней Домиций Ахенобарб и със 130 военни кораба те побеждават през октомври 42 пр.н.е. в първия ден на Битката при Филипи като унищожават флотата на Гней Домиций Калвин, която трябва да закара два легиона на Октавиан и Марк Антоний. След разгрома на Марк Юний Брут и Касий в битките при Филипи, той бяга през 41 пр.н.е. с 80 кораба, два легиона, 500 стрелци и голяма парична сума при Секст Помпей в Сицилия. Флотските коменданти Менекрат и Менодор повлияват на Секст Помпей, който си разваля отношенията с него. Той бяга в Сиракуза, където по заповед на Секст Помпей е убит в края на 40 началото на 39 пр.н.е.